# Prezydenci Zanzibaru
| Osoba                              | Osoba                              | Osoba                              | Kadencja                           | Kadencja                           | Partia polityczna                  |
| #                                  | Portret                            | Imię i Nazwisko                    | Od                                 | Do                                 | Partia polityczna                  |
| Ludowa Republika Zanzibaru i Pemby | Ludowa Republika Zanzibaru i Pemby | Ludowa Republika Zanzibaru i Pemby | Ludowa Republika Zanzibaru i Pemby | Ludowa Republika Zanzibaru i Pemby | Ludowa Republika Zanzibaru i Pemby |
| ---------------------------------- | ---------------------------------- | ---------------------------------- | ---------------------------------- | ---------------------------------- | ---------------------------------- |
| 1                                  |                                    | Abeid Amani Karume (1905–1972)     | 12 stycznia 1964                   | 26 kwietnia 1964                   | ASP                                |
| Rewolucyjny Rząd Zanzibaru         |                                    |                                    |                                    |                                    |                                    |
| 1                                  |                                    | Abeid Amani Karume (1905–1972)     | 26 kwietnia 1964                   | 7 kwietnia 1972                    | ASP                                |
| 2                                  |                                    | Aboud Jumbe (1920–2016)            | 7 kwietnia 1972                    | 5 lutego 1977                      | ASP                                |
| (2)                                | 5 lutego 1977                      | Aboud Jumbe (1920–2016)            | 30 stycznia 1984                   | CCM                                |                                    |
| 3                                  |                                    | Ali Hassan Mwinyi (1925–2024)      | 30 stycznia 1984                   | 24 października 1985               | CCM                                |
| 4                                  |                                    | Idris Abdul Wakil (1925–2000)      | 24 października 1985               | 25 października 1990               | CCM                                |
| 5                                  |                                    | Salmin Amour (1948–)               | 25 października 1990               | 8 listopada 2000                   | CCM                                |
| 6                                  |                                    | Amani Abeid Karume (1948–)         | 8 listopada 2000                   | 3 listopada 2010                   | CCM                                |
| 7                                  |                                    | Ali Mohamed Shein (1948–)          | 3 listopada 2010                   | 3 listopada 2020                   | CCM                                |
| 8                                  |                                    | Hussein Mwinyi (1966–)             | 3 listopada 2020                   |                                    | CCM                                |